# Майлам (округ)
Округ Майлам (англ. Milam county) — округ штата Техас Соединённых Штатов Америки. На 2000 год в нём проживало 24 238 человек. По оценке бюро переписи населения США в 2009 году население округа составляло 24 628 человек. Окружным центром является город Камерон.

## История
Округ Майлам был одним из первоначальных округов Республики Техас, когда она объявила о независимости от Мексики в 1836 году. Он назван в честь Бенджамина Раша Майлама, техасского колониста и солдата техасской революции.

## География
По данным бюро переписи населения США площадь округа Майлам составляет 2646 км², из которых 2633 км² — суша, а 13 км² — водная поверхность (0,48 %).

### Основные шоссе
- Шоссе 77
- Шоссе 79
- Шоссе 190
- Автострада 36

### Соседние округа
- Фолс  (север)
- Робертсон  (северо-восток)
- Берлесон  (юго-восток)
- Ли  (юг)
- Уильямсон  (юго-запад)
- Белл  (северо-запад)